# هيزل غروف (دائرة انتخابية في المملكة المتحدة)
هيزل غروف (بالإنجليزية: Hazel Grove)‏ هي إحدى الدوائر الانتخابية في المملكة المتحدة الممثلة في مجلس العموم في برلمان المملكة المتحدة.
عضو البرلمان الذي يمثلها حالياً هو :Andrew Stunell (LD).